# Cylindrocline lorencei
Cylindrocline lorencei là một loài thực vật có hoa trong họ Cúc. Loài này được A.J.Scott mô tả khoa học đầu tiên năm 1987.